# Ulisses Correia e Silva
José Ulisses de Pina Correia e Silva (n. 4 iunie 1962, Praia, Republica Capului Verde) este un om de afaceri și om politic din Republica Capului Verde care a devenit prim-ministru al statului la 22 aprilie 2016.
A preluat funcția după ce partidul său, Mișcarea pentru Democrație, a câștigat alegerile parlamentare din 20 martie 2016.

## Viața timpurie și educația
În 1988, Silva a absolvit Școala de Economie și Managementul Afacerilor la Universitatea Tehnică din Lisabona.

## Cariera timpurie
Silva și-a început cariera în sectorul bancar. A fost director de administrație la Banca Republicii Capului Verde din 1989 până în 1994. A predat și la Universitatea Jean Piaget din Capul Verde.

## Cariera politică
În guvernul Republicii Capului Verde a deținut funcțiile de secretar de stat pentru finanțe din 1995 până în 1998 și de ministru al finanțelor din 1999 până în 2001. Între 2006 și 2008, Silva a fost vicepreședinte al partidului politic Mișcarea pentru Democrație. În 2008, a fost ales primar al capitalei Praia, iar în 2013 a fost reales primar. Silva a devenit președintele MpD în 2013.

### Prim ministru
În iunie 2016, Silva și ministrul de finanțe Olavo Correia s-au întâlnit cu reprezentanții Fondului Monetar Internațional pentru a discuta despre economia țării. Câteva luni mai târziu, în septembrie 2016, Silva și membrii guvernului său s-au întâlnit cu FMI pentru a discuta despre consultarea articolului IV din 2016.
Silva a fost reales la conducerea Mișcării pentru Democrație (MpD), cu 99 la sută din voturile exprimate, în februarie 2020. Astfel, a devenit candidatul MpD la alegerile din 2021, candidând pentru propria succesiune.